# Lista siturilor arheologice din județul Alba - N
Lista siturilor arheologice din județul Alba - N conține toate siturile arheologice din județul Alba înscrise în Repertoriul Arheologic Național (RAN) și aflate în localități al căror nume începe cu litera N. RAN este administrat de Ministerul Culturii și Patrimoniului Național și cuprinde date științifice, cartografice, topografice, imagini și planuri, precum și orice alte informații privitoare la zonele cu potențial arheologic, studiate sau nu, încă existente sau dispărute.
Puteți căuta un sit din localitățile care încep cu litera N folosind formularul de mai jos sau puteți naviga prin toate siturile din județ la Lista siturilor arheologice din județul Alba.
| Cuprins                                                       |
| ------------------------------------------------------------- |
| Top - A B C D E F G H I J K L M N O P Q R S Ș T Ț U V W X Y Z |

| Cod RAN                               | Denumire | Localitate                | Adresă       | Datare                          | Descoperit | Coordonate | Imagine           | Erori            |
| ------------------------------------- | --- | ------------------------- | ------------ | ------------------------------- | ---------- | ---------- | ----------------- | ---------------- |
| 6057.01.01 (Cod LMI: AB-II-m-B-00255) | Biserica de lemn "Sfinții Arhangheli" de la Noșlac / ansamblu Biserica de lemn "Sfinții Arhangheli" (Categorie: structură de cult/religioasă) (Tip: Biserică de lemn) | sat Noslac, comuna Noșlac |              | sec. XVIII, modif. 1803 și 1923 |            |            | Încărcați imagine | Raportați eroare |
| 6057.03.01                            | Situl arheologic de la Noșlac- La Mănăstire / ansamblu anonim (Categorie: locuire) (Tip: Așezare)                                                                     | sat Noslac, comuna Noșlac | La mănăstire | Petrești                        |            |            | Încărcați imagine | Raportați eroare |
| 6057.03.02                            | Situl arheologic de la Noșlac- La Mănăstire / ansamblu anonim (Categorie: locuire) (Tip: Așezare)                                                                     | sat Noslac, comuna Noșlac | La mănăstire |                                 |            |            | Încărcați imagine | Raportați eroare |
| 6057.03.03                            | Situl arheologic de la Noșlac- La Mănăstire / ansamblu anonim (Categorie: locuire) (Tip: Așezare)                                                                     | sat Noslac, comuna Noșlac | La mănăstire |                                 |            |            | Încărcați imagine | Raportați eroare |
| 6057.03.04                            | Situl arheologic de la Noșlac- La Mănăstire / ansamblu anonim (Categorie: locuire) (Tip: necropola)                                                                   | sat Noslac, comuna Noșlac | La mănăstire | sec. VI-VII                     |            |            | Încărcați imagine | Raportați eroare |